# Covorul din insula Ada-Kaleh
Covorul din insula Ada-Kaleh reprezintă un bun de patrimoniu ce a aparținut comunității musulmane din insula dunăreană Ada-Kaleh, scufundată în anul 1971 ca urmare a lucrărilor pentru Hidrocentrala Porțile de Fier. Covorul a fost lucrat la fabrica artizanală din Hereke și donat în anul 1909 de către sultanul Abdul-Hamid al II-lea comunității din insulă, fiind utilizat ca obiect de cult în geamie. Ca urmare a evacuării insulei dunărene, în 1965 covorul a fost mutat la Moscheea Carol I din Constanța, unde se află și în zilele noastre. În prezent, este cunoscut ca fiind cel mai mare covor oriental din Europa.

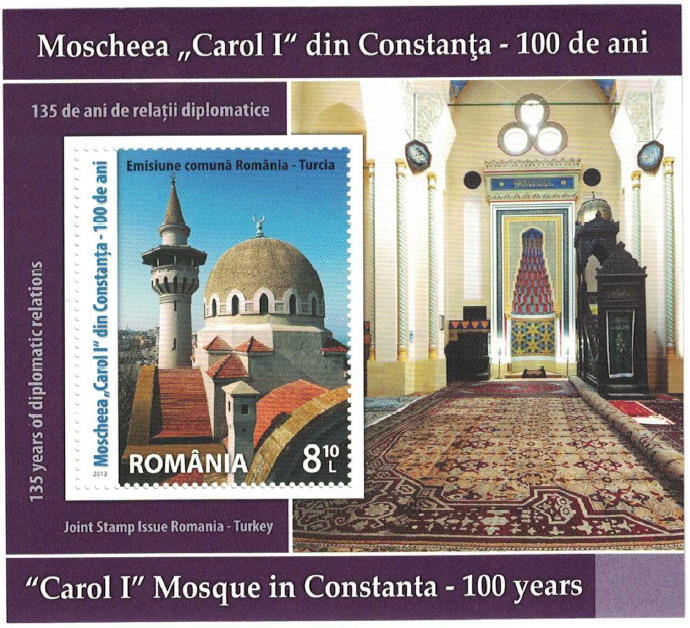
În 2013, cu ocazia împlinirii a 135 de ani de la momentul stabilirii relațiilor diplomatice dintre România și Turcia și a 100 de ani de la inaugurarea moscheii din Constanța, Romfilatelia a dedicat o emisiune de mărci poștale în care apare Moscheea Carol I și Covorul din Insula Ada-Kaleh.

## Istoric
În lipsa documentelor, reconstituirea poveștii covorului din insula Ada-Kaleh se realizează cu greutate. Până recent, s-a considerat faptul că acest covor a fost donat în anul 1904 de către sultanul Abdul-Hamid al II-lea comunității musulmane din insula Ada-Kaleh ca un simbol al apartenenței acesteia la Imperiul Otoman și la credința islamică. Covorul a fost lucrat manual la centrul artizanal din Hereke, iar după unele surse execuția sa s-ar fi realizat de către o singură femeie pe parcursul a 17 ani.
Din prisma cercetărilor recente, s-a ajuns la concluzia că acest covor nu a fost trimis în anul 1904 (anul fiind corelat cu finalizarea unor lucrări de reparații ale geamiei în urma inundațiilor), ci la începutul anului 1909. Noua dată cu privire la momentul ajungerii covorului în insulă a fost propusă prin intermediul a două documente inedite din arhivele otomane care consemnează detalii cu privire la comandarea covorului, procesul de ambalare, cât și porunca sultanului ce viza livrarea acestuia în insulă. Covorul a fost transportat în insula Ada-Kaleh pe cale maritimă, traversând Dunărea prin portul de la Galați.

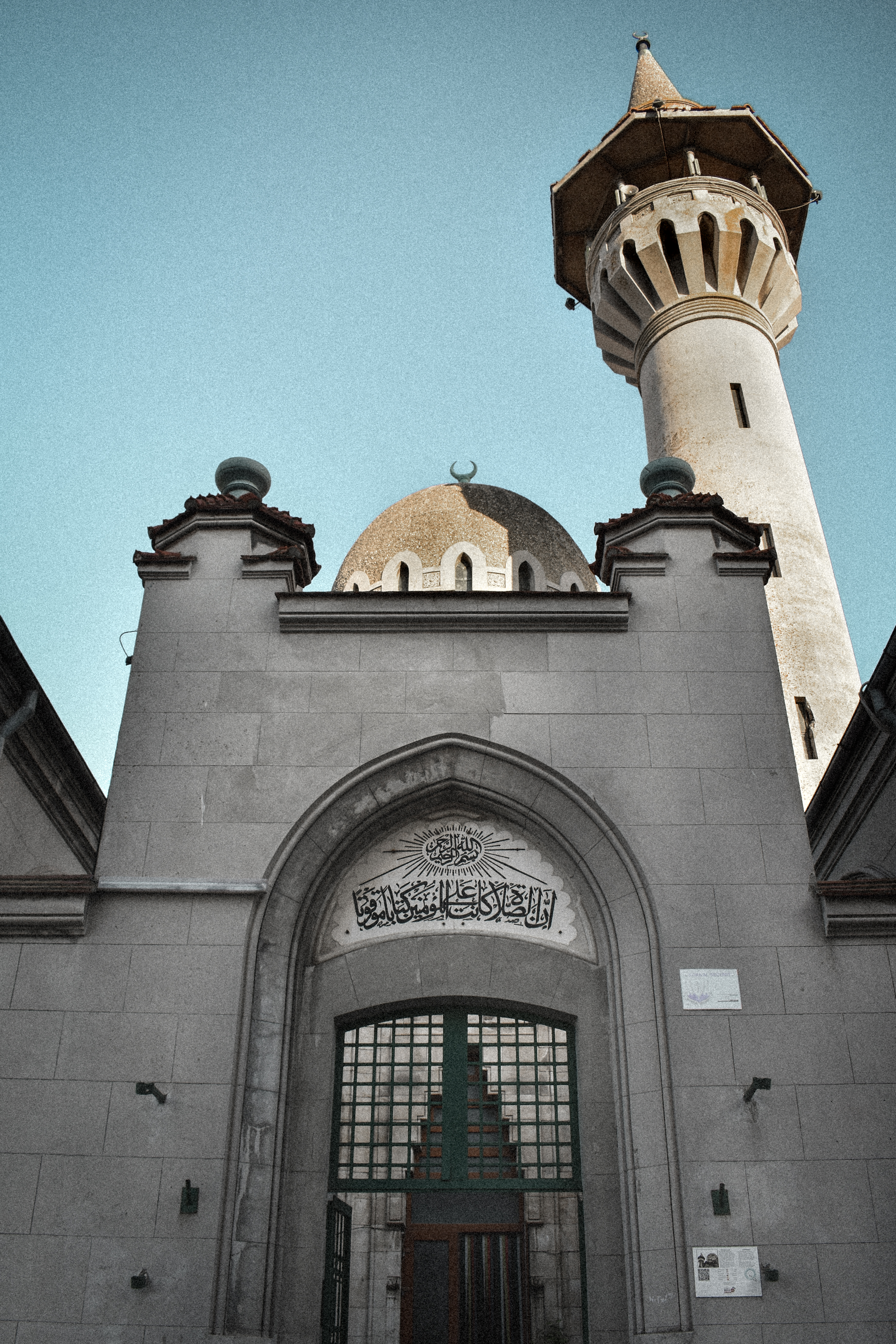
Moscheea Carol I din Constanța

În timpul Primului Război Mondial, ca urmare a unui bombardament asupra insulei, covorul a fost deteriorat.
Odată cu proiectul construirii Hidrocentralei Porțile de Fier, insula Ada-Kaleh a fost evacuată, iar covorul a fost transportat în 1965 la Constanța, la Moscheea Carol I, unde se află și în prezent. Acesta reprezintă cel mai semnificativ bun de patrimoniu salvat din insula Ada-Kaleh și printre puținele obiecte care s-au păstrat după scufundarea insulei.

## Dimensiunile și utilizarea
Ca dimensiuni, covorul oriental are o lungime de 15m și o lățime de 9m; greutatea acestuia este aproximată la circa 480kg. În sursele epocii, Ahmet Ali, imam și istoric al insulei, îl descria ca fiind: „foarte greu la scuturat, se scoate afară pentru această operație numai de două ori pe an”.
Covorul reprezenta un obiect de cult în geamia din insulă, fiind interzis a se călca pe el încălțat. De asemenea, acesta nu acoperea întreaga suprafață a geamiei din Ada-Kaleh. Odată ajuns la Constanța, datorită dimensiunilor sale, acesta se păstrează rulat.

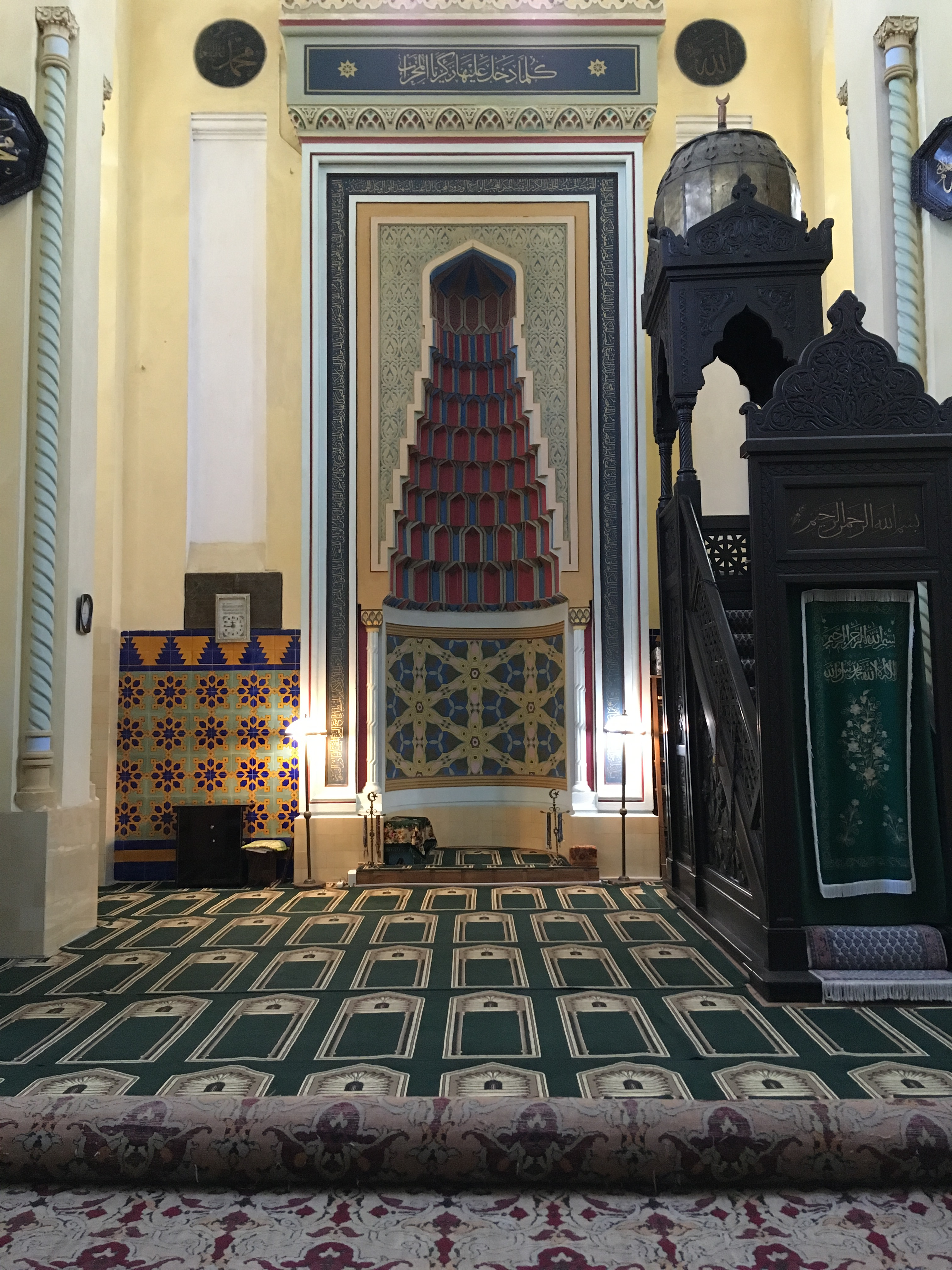
Covorul din insula Ada-Kaleh (rulat) în interiorul de la Moscheea Carol I din Constanța

Într-un interviu, imamul Ali Selcin menționa faptul că doar o parte a covorului este desfăcută în timpul sărbătorilor musulmane, respectiv Ramazan Bayram și Kurban Bayram, dar și în timpul momentelor de rugăciune. Păstrarea sa rulată garantează o mai bună conservare a sa, iar totodată, întreținerea este una dificilă, după cum imamul spune că anual covorul este analizat și curățat de către un specialist venit din Turcia.
Regăsim consemnate mărturii cu privire la rularea covorului în relatări precum cele ale Eugeniei Popescu-Județ care ajunge în Ada-Kaleh la jumătatea secolului XX.

## Covorul - martor al istoriei
Covorul a devenit în timp o atracție turistică pentru insula dunăreană și totodată a fost un martor al istoriei. De-a lungul deceniilor în care a servit geamiei, în insulă au pășit mai mulți vizitatori de renume, dintre care îi amintim pe regele Carol al II-lea și pe scriitorul Octavian Goga. Referitor la cel din urmă, impresiile sale cu privire la insulă și la covor nu au rămas consemnate în mod direct, ci le regăsim în presa vremii.
Cu privire la regele Carol al II-lea, acesta a vizitat și geamia din insulă în 1931 cu prilejul înființării de către Ali Kadri a Societății „Musulmana”. Deschiderea societății a marcat și oferirea de către autoritățile române a unor privilegii de ordin comercial ce au avantajat dezvoltarea insulei. În insulă se puteau cumpăra diverse suveniruri, printre care și țesături sau covoare, inspirate după celebrul covor din geamie.

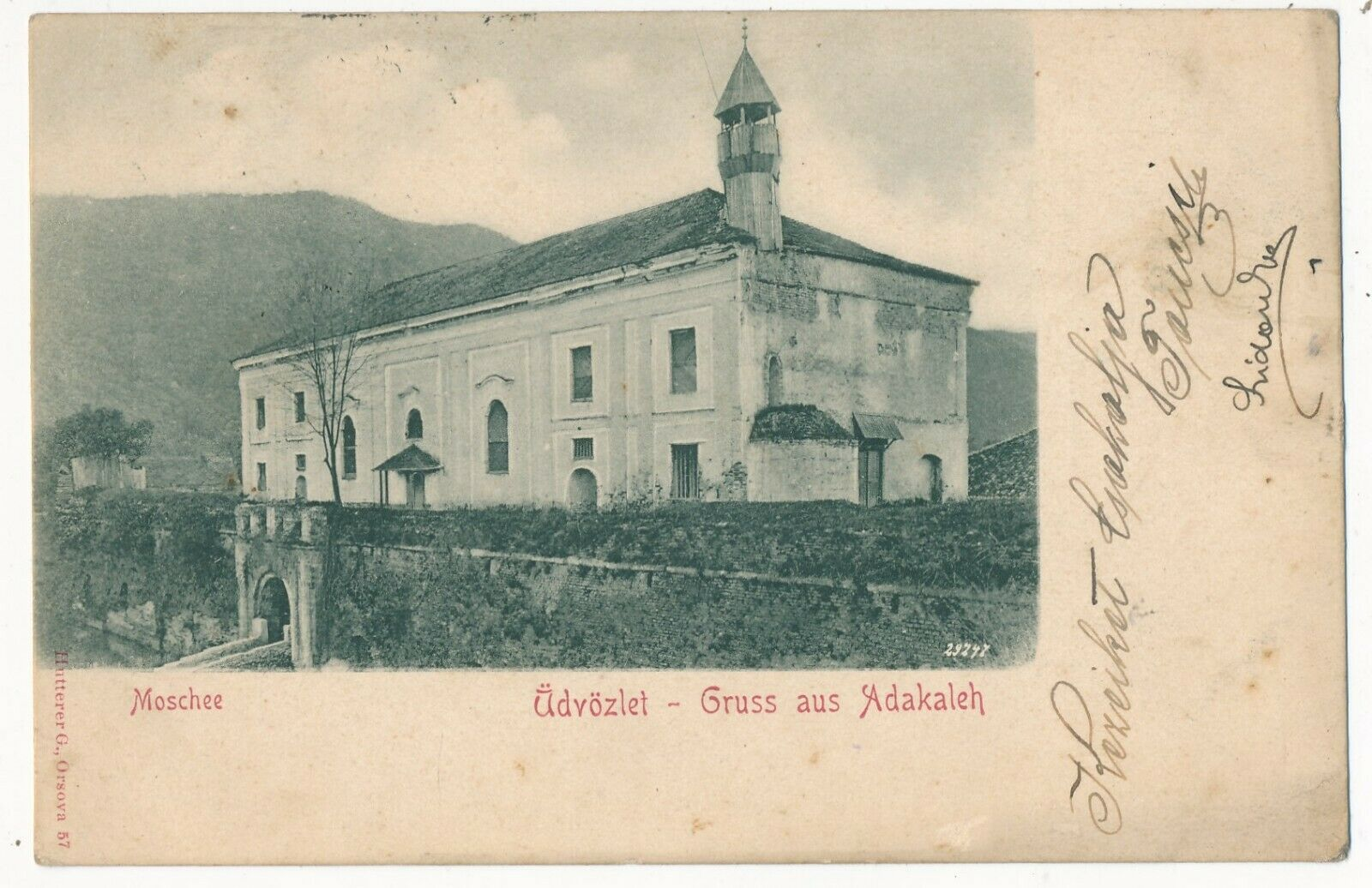
Geamia din insula Ada-Kaleh

Datorită utilizării sale ca obiect de cult, covorul s-a înscris și în poveștile spuse de insulari. Într-un interviu, insulara Keriman Nazim relatează o poveste cu pantofii nou cumpărați ai unui băiat care s-a descălțat la intrarea în geamie. După rugăciune, altcineva i-a luat pantofii și s-a întors acasă cu o pereche de pantofi vechi. Pentru a rezolva problema, mama sa s-a dus la mormântul celebrului sfânt din insulă, Miskin Baba (cunoscut pentru minunile sale), a luat o mână de pământ și a pus-o sub capul fiicei sale în timp ce dormea. A doua zi, fata a visat cine a luat pantofii, iar astfel perechea cea nouă a fratelui său a fost recuperată.

## Valorificarea din perspectiva unui bun cultural

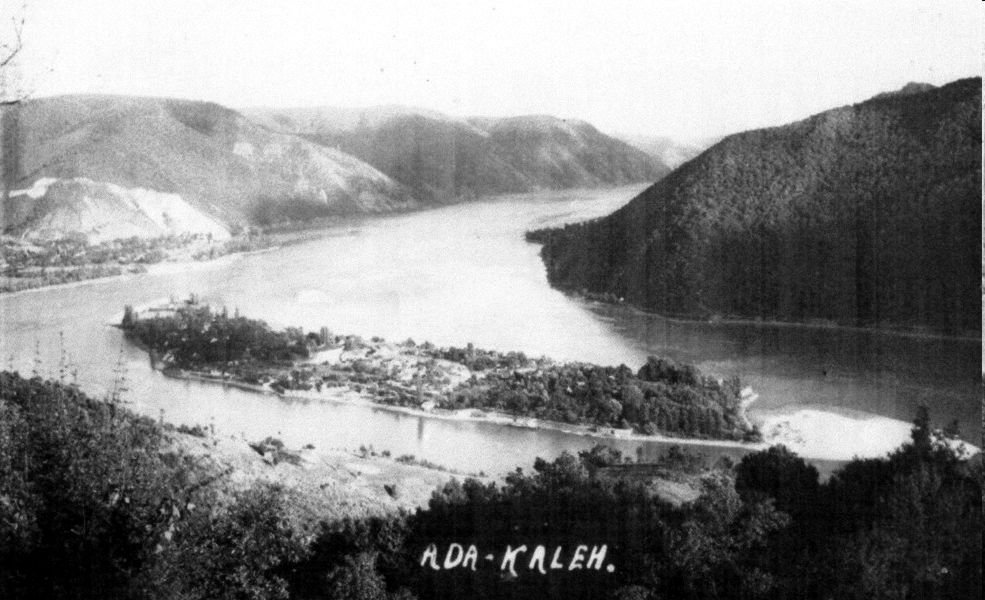
Imagine - insula Ada-Kaleh

Un aspect important cu privire la Covorul din insula Ada-Kaleh este faptul că acesta este unicat și aparține unei comunități. Cu toate că Ada-Kaleh a dispărut sub apele Dunării, poveștile și memoria acestui loc rămân în continuare prezente și în zilele noastre. Astfel, covorul poate reprezenta o punte de legătură între trecutul insulei, prezentul (insularii) și viitor (urmași).
Prin intermediul unor inițiative care să pună în valoare acest bun de patrimoniu, se poate realiza tranziția dinspre patrimoniu material spre un patrimoniu imaterial prin organizarea unor proiecte în care covorul să constituie elementul central.
Proiecte pentru promovarea istoriei insulei Ada-Kaleh au fost derulate în trecut și se află încă în desfășurare, după cum este și cazul unor inițiative care se bazează pe expoziții foto-documentare, precum „Adakale trăiește!”.